# 1984 en Inde
Chronologie de l'Inde
- 1980
- 1981
- 1982
- 1983
- 1984
- 1985
- 1986
- 1987
- 1988

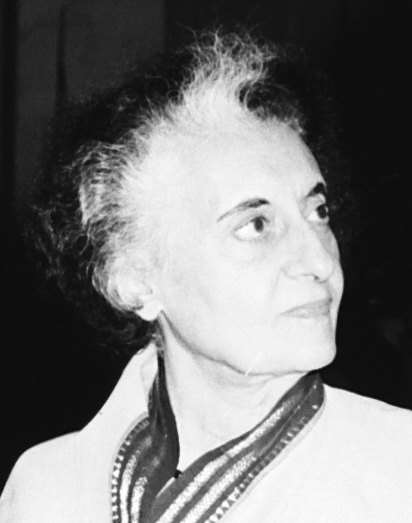
Indira Gandhi, Première ministre de l'Inde, est assassinée par ses gardes du corps le 31 octobre.

Cette page concerne les évènements survenus en 1984 en Inde :

## Évènement
- Insurrection au Pendjab (en) (1984-1995)
- 18 mars : Meurtre de Vinod Kumar Mehta (en)
- 13 avril : Opération Meghdoot (en), des forces armées indiennes visant à prendre le contrôle du glacier de Siachen au Cachemire, précipitant ainsi le conflit du Siachen (en) (1984-2003).
- 17 avril : Meurtre de Hukum Singh (en)
- 17 mai : Émeutes de Bhiwandi (bilan : 146 morts - 600 blessés).
- 3-6 juin : Opération Blue Star : opération militaire sur l'ordre d'Indira Gandhi, qui a pour but d'éliminer les Sikhs séparatistes du Temple d'Or à Amritsar, accusés d'avoir entreposé des armes dans ce temple sikh.
- 2 août : Attentat à la bombe de Meenambakkam (en) (bilan : 33 morts - 27 blessés).
- 24 août : Détournement de l'Airbus A300 d'Indian Airlines (en)
- 25 août :
  - Quarante-septième amendement de la Constitution de l'Inde (en).
  - Quarante-huitième amendement de la Constitution de l'Inde (en).
- 31 octobre : Assassinat d'Indira Gandhi, par ses gardes du corps sikhs.
- 31 octobre-3 novembre : Émeutes anti-sikhs
- 2 novembre : Massacre de Hondh-Chillar (bilan : 32 sikhs tués).
- 3 décembre : Catastrophe de Bhopal
- 24-27-28 décembre : Élections législatives

## Cinéma
- 31e cérémonie des Filmfare Awards
- 31e cérémonie des National Film Awards (en)

- Tohfa (en), Maqsad (en) et Sharaabi (en) sont les premiers films au box-office pour l'année.
- Sortie de film :
  - La Maison et le Monde
  - Manzil Manzil
  - Paar
  - Les Ruines
  - Saaransh
  - Tarang
  - Zakhmi Sher

## Littérature
- Randamoozham (en), roman de M. T. Vasudevan Nair (en).
- Yajnaseni (en), roman de Pratibha Ray (en)

## Sport
- Participation de l'Inde aux Jeux paralympiques d'été (en) de Stoke Mandeville et New York.
- Coupe Nehru (football)

## Création
- Navdanya

## Dissolution
- Bibliothèque de référence sikh (en) : dépôt de plus de 1 500 manuscrits rares situé dans le Harmandir Sahib (Temple d'or) à Amritsar, au Pendjab, qui a été détruit pendant l'opération Blue Star. En 1984, le contenu de la bibliothèque est confisqué par le Central Bureau of Investigation (CBI) et le bâtiment vide aurait été incendié par l'armée indienne.

## Naissance
- Diljit Dosanjh (en), chanteur et compositeur.
- Jiiva (en), acteur et réalisateur.

## Décès
- I. S. Johar, acteur, réalisateur, scénariste et producteur.
- Arun Sarnaik (en), acteur et chanteur.